# Čtvrtá vláda Davida Ben Guriona
Čtvrtá vláda Davida Ben Guriona byla sestavena Davidem Ben Gurionem 24. prosince 1952 během voleb do druhého Knesetu. Ben Gurion ze své koalice vyřadil ultraortodoxní strany Agudat Jisra'el a Po'alej Agudat Jisra'el a nahradil je Všeobecnými sionisty a Progresivní stranou, které vytvořily vládu spolu s Mapajem, Mizrachi, Ha-Po'el ha-Mizrachi, Demokratickou kandidátkou izraelských Arabů, Kidma ve-avoda a Chakla'ut ve-pituach.
Vláda padla, když Ben Gurion 6. prosince 1953 odstoupil, protože se chtěl usadit v kibucu Sde Boker v Negevské poušti.

## Členové vlády

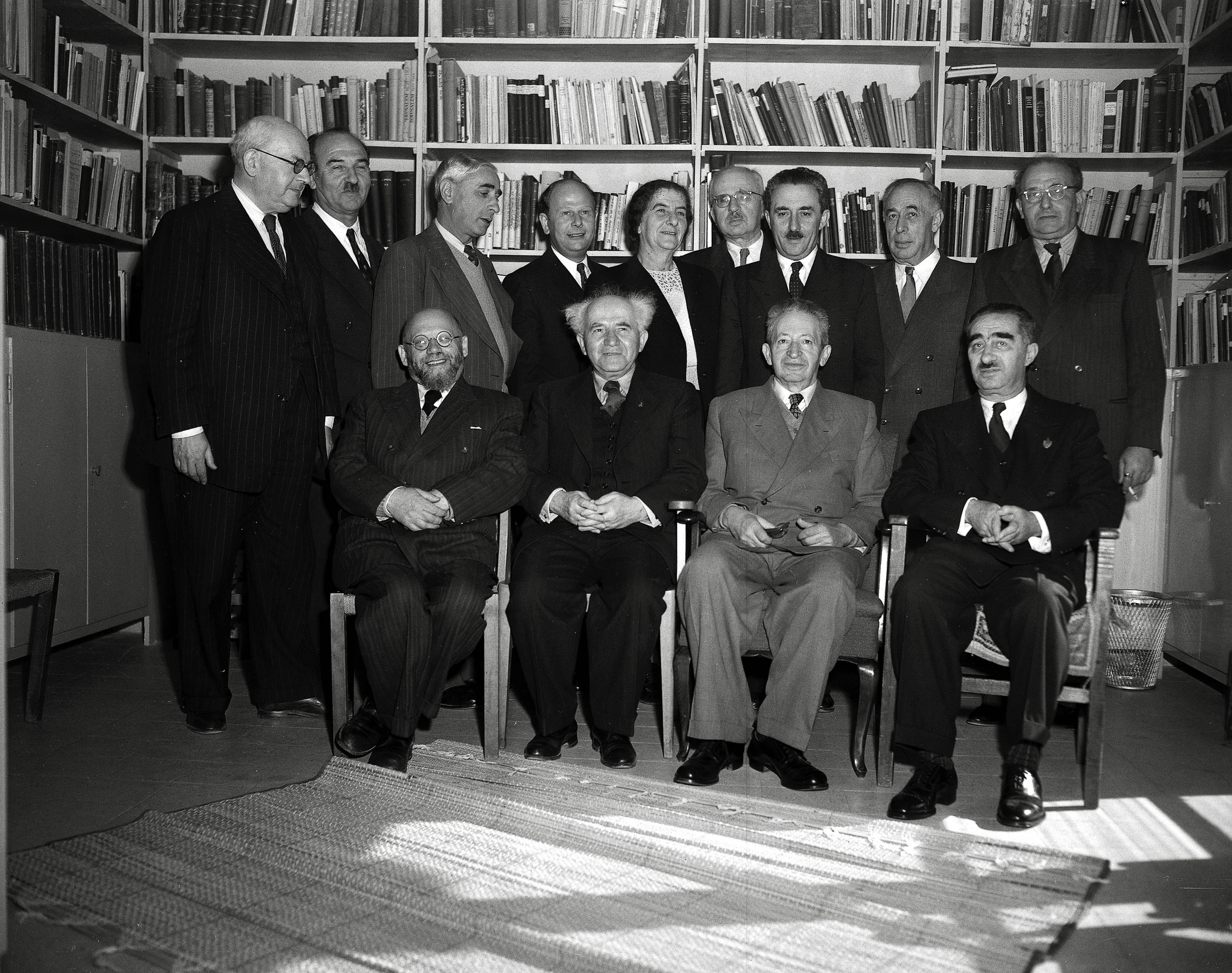
Ministři čtvrté vlády Davida Ben Guriona. Sedící zleva doprava: Ben Cijon Dinor, David Ben Gurion, prezident Jicchak Ben Cvi, Dov Josef. Stojící zleva doprava: Perec Naftali, Levi Eškol, Pinchas Lavon, Josef Serlin, Golda Meirová, Pinchas Rosen, Jisra'el Rokeach a Perec Bernstein. (24. prosinec 1952)

| Vláda                                                       | Vláda                                                                  | Vláda                   |
| Úřad                                                        | Člen vlády                                                             | Politická strana        |
| ----------------------------------------------------------- | ---------------------------------------------------------------------- | ----------------------- |
| Předseda vlády Ministr obrany                               | David Ben Gurion                                                       | Mapaj                   |
| Ministr zemědělství                                         | Perec Naftali                                                          | Mapaj                   |
| Ministr rozvoje                                             | Dov Josef (od 15. června 1953)                                         | Mapaj                   |
| Ministr školství a kultury                                  | Ben Cijon Dinur                                                        | Nebyl členem Knesetu    |
| Ministr financí                                             | Levi Eškol                                                             | Mapaj                   |
| Ministr zahraničních věcí                                   | Moše Šaret                                                             | Mapaj                   |
| Ministr zdravotnictví                                       | Josef Sapir (do 29. prosince 1953) Josef Serlin (po 29. prosinci 1953) | Všeobecní sionisté      |
| Ministr vnitra                                              | Jisra'el Rokeach                                                       | Všeobecní sionisté      |
| Ministr spravedlnosti                                       | Pinchas Rosen                                                          | Progresivní strana      |
| Ministryně práce                                            | Golda Meirová                                                          | Mapaj                   |
| Ministr policie                                             | Bechor-Šalom Šitrit                                                    | Mapaj                   |
| Ministr poštovních služeb                                   | Josef Burg                                                             | Ha-Po'el ha-Mizrachi    |
| Ministr náboženství a válečných obětí Ministr sociální péče | Chajim-Moše Šapira                                                     | Ha-Po'el ha-Mizrachi    |
| Ministr obchodu a průmyslu                                  | Perec Bernstein                                                        | Všeobecní sionisté      |
| Ministr dopravy                                             | Josef Serlin (do 29. prosince1953) Josef Sapir (po 29. prosinci 1953)  | Všeobecní sionisté      |
| Ministr bez portfeje                                        | Dov Josef (do 15. června 1953)                                         | Mapaj                   |
| Ministr bez portfeje                                        | Pinchas Lavon                                                          | Mapaj                   |
| Náměstek ministra školství a kultury                        | Kalman Kahana                                                          | Po'alej Agudat Jisra'el |
| Náměstek ministra náboženství a válečných obětí             | Zerach Warhaftig (od 5. ledna 1953)                                    | Ha-Po'el ha-Mizrachi    |
| Náměstek ministra obchodu a průmyslu                        | Zalman Suzajev (od 15. června 1953)                                    | Všeobecní sionisté      |
| Náměstek ministra sociální péče                             | Šlomo Jisra'el Ben Me'ir (od 5. ledna 1953)                            | Mizrachi                |